# عرض ترومان
عرض ترومان (بالإنجليزية: The Truman Show) هو فيلم كوميدي درامي نفسي أمريكي صدر عام 1998، كتبه وشارك في إنتاجه أندرو نيكول، وأخرجه بيتر وير. يصور الفيلم قصة ترومان بوربانك (يجسد شخصيته جيم كاري)، وهو رجل لا يدرك أنه يعيش حياته كلها في استوديو ضخم، ويتم تصويره وبث يومياته كبرنامج تلفزيوني واقعي يحظى بمتابعة دولية ضخمة. جميع أصدقائه وعائلته وأفراد مجتمعه ممثلون مدفوعو الأجر مهمتهم الحفاظ على الوهم وإبقاء ترومان غافلاً عن العالم الزائف الذي يعيش فيه.

## القصة
يعيش ترومان، الموظف في شركة التأمين، حياة عادية للغاية؛ بل ربما نقول إنها حياة مملة تتكرر فيها نفس المواقف بحذافيرها بشكلٍ يومي. وعلى الرغم من حياته الهادئة برفقة زوجته الشقراء الجميلة، إلا أن ترومان يشعر دومًا أن شيئًا ما ينقصه. يرغب ترومان في البحث عن حب قديم، وأن يسافر ويجوب العالم، ولكن العوائق تقف دائمًا في طريقه. الحقيقة، أن ترومان يعد أحد أشهر الأشخاص في أمريكا، لكنه لا يعلم ذلك بكل تأكيد، فهو نجم أشهر برامج تلفزيون الواقع؛ التي تبث على مدار الساعة؛ حيث بدأ العرض منذ ولادة ترومان.

## الممثلون
- جيم كاري
- روبن ويليامز
- لورا ليني
- نواه إمريش
- ناتاشا ماكليهون
- هولند تايلور
- بول جياماتي

## روابط خارجية
- عرض ترومان على موقع IMDb (الإنجليزية)
- عرض ترومان على موقع ميتاكريتيك (الإنجليزية)
- عرض ترومان على موقع الموسوعة البريطانية (الإنجليزية)
- عرض ترومان على موقع روتن توميتوز (الإنجليزية)
- عرض ترومان على موقع نتفليكس (الإنجليزية)
- عرض ترومان على موقع قاعدة بيانات الأفلام العربية
- عرض ترومان على موقع ألو سيني (الفرنسية)
- عرض ترومان على موقع Turner Classic Movies (الإنجليزية)
- عرض ترومان على موقع أول موفي (الإنجليزية)
- عرض ترومان على موقع بوكس أوفيس موجو (الإنجليزية)